# KK Kvarner 2010 Rijeka
KK Kvarner 2010 je hrvatski košarkaški klub iz Rijeke. Nastupa u Premijer ligi.

## Nastanak kluba
Klub je osnovan 2010. godine spajanjem dvaju riječkih košarkaških klubova, KK Jadran i KK Torpedo. Klub je neizravni nasljednik starog KK Kvarnera koji je u sezoni 2008./2009. ugašen zbog dugova. Želeći da grad Rijeka ponovno ima respektabilni košarkaški klub, KK Jadran i KK Torpedo se spajaju u jedan klub i tako nastaje KK Kvarner 2010.

## Originalni Kvarner
Košarkaški Klub „Kvarner“ osnovan je 1946. godine u Rijeci i kroz povijest je mijenjao imena zbog sponzorskih ugovora u Košarkaški Klub „Istravino“, Košarkaški Klub „Croatia Line“, Košarkaški Klub “Sava osiguranje“, Košarkaški Klub „Triglav Osiguranje“, a do 2009. nastupao je pod imenom Košarkaški Klub „Kvarner Novi Resort“.
KK Kvarner bilježi uspjehe kao što su dva finala Jugoslavenskog kupa 1977. i 1981.
Poznatiji igrači- Miličević,Plečaš,Grabovac,Maslak,Kurelić,Pilepić,Jugo,Rukavina,Naglić,Grgurev,Oštrić,Smojver,Poljak,Kus,Mance,Baždarić,Štimac,Kapov,Štemberger...
Kvarner je sudjelovao u premijernoj sezoni regionalne lige (nastupao pod imenom KK Triglav osiguranje) gdje je završio na 10. mjestu s omjerom 5-17 te je nažalost napustio ligu nakon jedne sezone.

## KK Kvarner 2010
Sezone 2008./2009. KK Kvarner zbog nagomilanih dugova i loših rezultata (pali su čak u A2 ligu) prestaje s radom te se klub gasi.
2010. godine se KK Jadran i KK Torpedo, u želji za jakim gradskim klubom, spajaju u jedan klub i tako nastaje KK Kvarner 2010.
Prva sezona novog kluba je bila 2009./2010. Klub se natjecao u A2 ligi. Kvarner postaje prvak A2 lige i zaslužuje promociju u A1 ligu. Prve sezone u prvoligaškom društvu zauzima 6. mjesto s omjerom 9-9. Sezona 2011./2012. je prošla malo gore te Kvarner završava na 10. mjestu s omjerom 8-12. Ta, može se reći katastrofalna sezona, budi igrače i upravu Kvarnera te se klub polako diže i oslanja na vlastite igrače da bi već naredne sezone 2012./2013. osvojio 2. mjesto sa samo jednom pobjedom manje od prvog Zagreba i plasirao se u ligu za prvaka Hrvatske.
U ligi za prvaka Kvarner zauzima 5. mjesto te se neuspijeva kvalificirati u polufinale zbog gore razlike u koševima s KK Jolly JB iz Šibenika.
Liga za prvaka kreće obećavajuće nakon što je Kvarner u svojoj dvorani držao aktualnog prvaka Cibonu "u šaci" te je tek na kraju utakmice Cibona uspjela slomiti otpor Kvarnera i pobijediti rezultatom 84-86.
Nakon nekoliko uspješnih sezona klub gubi status A 1 ligaša i postaje član Prve košarkaške lige. Nakon dvije sezone provedene u Prvoj HR ligi klub gubi status prvoligaša i u sezoni 2019./20. nastupa u A-2 ligi – Zapad.